# Estación de Argelès-sur-Mer
La estación de Argelès-sur-Mer es una estación ferroviaria francesa de la línea Narbona - Portbou, situada en la comuna de Argelès-sur-Mer, en el departamento de los Pirineos Orientales, en la región de Languedoc-Rosellón. Por ella transitan tanto trenes de larga distancia como trenes regionales.  

## Situación ferroviaria
La estación se sitúa en el PK 489,464 de la línea férrea Narbona - Portbou. 

## Historia
La estación fue inaugurada en 1878 con la apertura del tramo Perpiñán-Portbou por la Compañía de Ferrocarriles del Mediodía. En 1935, la compañía que disponía de la concesión inicial fue absorbida por la Compañía de Ferrocarriles de París a Orléans dando lugar a la Compañía PO-Mediodía. Dos años después, la explotación pasó a manos de la SNCF. La electrificación data de 1982.

## La estación
El edificio de viajeros tiene un diseño que se aleja de la estructura clásica de las estaciones francesas ya que se compone de un edificio de ladrillos, de planta baja y rectangular. Se compone de dos andenes laterales y de dos vías. Permanece abierto todos los días de la semana y dispone de taquillas y de máquinas expendedoras de billetes.

## Servicios ferroviarios

### Larga distancia
A pesar de ser una estación menor, varios trenes de grandes líneas hacen su parada en ella.
- Línea París - Cerbère. Tren Téoz.
- Línea París - Cerbère. Tren Lunéa.
- Línea Luxemburgo / Estrasburgo - Cerbère / Portbou. Tren Lunéa. Fines de semana y vacaciones.

### Regionales
Los TER cubren los siguientes trayectos:
- Línea Toulouse ↔ Cerbère
- Línea Narbona / Nîmes / Aviñón ↔ Cerbère